# Театральная улица (Красное Село)

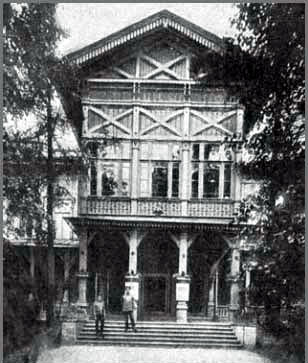
Вход в театр на фотографии Карла Буллы

Театральная улица — улица в Красном Селе. Проходит от Гатчинского шоссе до улицы Восстановления.

## История
В поддержку благотворительного общества, в пользу инвалидной колонии Великий Князь Михаил Николаевич отдал Долину Молочного домика для устройства в ней гуляний и семейных развлечений. Улица названа в честь построенного в 1885 году летнего театра. На личные средства дачевладельца Ивана Ивановича Радушкевича были построены летний театр, тир, павильон для панорамы, карусель и пр. Постройка всех этих зданий и сооружений производилась по чертежам и указаниям архитектора В. И. Токарева, который все это делал бесплатно. Доход от проводимых здесь спектаклей и концертов целиком шел в пользу инвалидных домов. Большинство исполнителей выступали в театре безвозмездно. Русский купеческий клуб пожертвовал театру декорации и театральную обстановку на сумму более двух тысяч рублей. Прошло десять лет. Но денег на открытие инвалидных домов по-прежнему не хватало. И в 1895 году Совет Благотворительного общества дома призрения постановил: «Передать все имущество общества с согласия Великого Князя Михаила Николаевича Общине сестер милосердия Святого Георгия». Что и было сделано. Участок земли с находящимся на нем храмом Св. Ольги, тремя инвалидными домами и другим имуществом перешел в собственность общины сестер милосердия Св. Георгия в Санкт-Петербурге.
Из протокола № 5 заседания Исполнительного Комитета г. Красное Село от 12 марта 1958 года: «…часть Театральной улицы переименовать в Парковый переулок, где находится дом хлебозавода». И еще из протокола № 9 от 14 мая 1959 года: «…улицу Театральную (3 дома) ликвидировать, улицу Полевую продолжить по Театральной…».
Позднее, в 1976 г., решением Исполкома Ленгорсовета от 15 июня Театральной улицы не стало совсем. Вместо Театральной — улица Восстановления «в честь восстановления Красного Села в годы послевоенных пятилеток» (из решения). Все логично: нет театра — нет и Театральной улицы. Впрочем, это не совсем справедливо. На карте Красного села, напечатанной в телефонном справочнике «Контакт» за 2003 год (карта № 12), обозначена улица Театральная. Маленькая тропочка. Она идет от улицы Гатчинской до Восстановления. Но в реальности улицы не было.
И с постройкой большого жилого комплекса в 2010 году улица вновь появилась на свет.